# Dyskografia Hey
Dyskografia Hey – dyskografia polskiego zespołu rockowego Hey. Lista obejmuje 11 albumów studyjnych, 4 albumy koncertowe, 3 kompilacje, 1 remix album, 5 albumów wideo, 1 minialbum, 1 box set, 52 single i 30 teledysków. Artykuł zawiera także listę 10 występów gościnnych Hey na albumach spoza ich dyskografii.
Lista zawiera informacje o datach premiery, wytwórniach muzycznych, nośnikach, pozycjach na listach przebojów, sprzedaży i certyfikatach Związku Producentów Audio-Video.

## Albumy

### Albumy studyjne
| Rok                                                     | Tytuł                                  | Informacje wydawnicze | Najwyższe pozycje na listach sprzedaży | Najwyższe pozycje na listach sprzedaży | Najwyższe pozycje na listach sprzedaży | Liczba sprzedanych egzemplarzy | Certyfikat ZPAV    |
| Rok                                                     | Tytuł                                  | Informacje wydawnicze | OLiS                                   | OLiS win.                              | OLiS fiz.                              | Liczba sprzedanych egzemplarzy | Certyfikat ZPAV    |
| ------------------------------------------------------- | -------------------------------------- | --- | -------------------------------------- | -------------------------------------- | -------------------------------------- | ------------------------------ | ------------------ |
| 1993                                                    | Fire                                   | - Data premiery: 8 lutego 1993 - Wytwórnia: Izabelin - Nośniki: CD · kaseta · digital download · streaming · LP                  | 9                                      | 1                                      | 3                                      | 400 000                        | 4× platynowa płyta |
| 1994                                                    | Ho!                                    | - Data premiery: 22 kwietnia 1994 - Wytwórnia: Izabelin - Nośniki: CD · kaseta · digital download · streaming · LP               | 40                                     | 2                                      | 17                                     | 300 000                        | 3× platynowa płyta |
| 1995                                                    | ?                                      | - Data premiery: 9 października 1995 - Wytwórnia: Izabelin · PolyGram - Nośniki: CD · kaseta · digital download · streaming · LP | –                                      | –                                      | –                                      | 100 000                        | platynowa płyta    |
| 1997                                                    | Karma                                  | - Data premiery: 5 maja 1997 - Wytwórnie: Mercury · PolyGram - Nośniki: CD · kaseta · digital download · streaming               | –                                      | –                                      | –                                      | 50 000                         | złota płyta        |
| 1999                                                    | Hey                                    | - Data premiery: 4 maja 1999 - Wytwórnie: Mercury · Universal - Nośniki: CD · kaseta · digital download · streaming · LP         | –                                      | –                                      | –                                      |                                |                    |
| 2001                                                    | [sic!]                                 | - Data premiery: 22 października 2001 - Wytwórnia: Warner - Nośniki: CD · kaseta · digital download · streaming                  | 4                                      | –                                      | –                                      |                                |                    |
| 2003                                                    | Music Music                            | - Data premiery: 17 listopada 2003 - Wytwórnia: Warner - Nośniki: CD · kaseta                                                    | 1                                      | –                                      | –                                      |                                |                    |
| 2005                                                    | Echosystem                             | - Data premiery: 21 listopada 2005 - Wytwórnia: Sony BMG - Nośniki: CD · CD+DVD · digital download · streaming · LP              | 2                                      | 6                                      | –                                      | 30 000                         | platynowa płyta    |
| 2009                                                    | Miłość! Uwaga! Ratunku! Pomocy!        | - Data premiery: 23 października 2009 - Wytwórnia: QL - Nośniki: CD · CD+DVD · digital download · streaming · LP                 | 1                                      | –                                      | –                                      | 60 000                         | 2× platynowa płyta |
| 2012                                                    | Do rycerzy, do szlachty, doo mieszczan | - Data premiery: 6 listopada 2012 - Wytwórnia: Supersam - Nośniki: CD · digital download · streaming · LP                        | 3                                      | –                                      | –                                      | 30 000                         | platynowa płyta    |
| 2016                                                    | Błysk                                  | - Data premiery: 22 kwietnia 2016 - Wytwórnia: Kayax - Nośniki: CD · digital download · streaming · LP                           | 3                                      | 8                                      | –                                      | 30 000                         | platynowa płyta    |
| „—” oznacza, że album nie był notowany na danej liście. |                                        | |                                        |                                        |                                        |                                |                    |

### Albumy koncertowe
| Rok                                                     | Tytuł                                 | Informacje wydawnicze                                                                                       | Najwyższe pozycje na listach sprzedaży | Najwyższe pozycje na listach sprzedaży | Liczba sprzedanych egzemplarzy | Certyfikat ZPAV    |
| Rok                                                     | Tytuł                                 | Informacje wydawnicze                                                                                       | OLiS                                   | OLiS win.                              | Liczba sprzedanych egzemplarzy | Certyfikat ZPAV    |
| ------------------------------------------------------- | ------------------------------------- | --- | -------------------------------------- | -------------------------------------- | ------------------------------ | ------------------ |
| 1994                                                    | Live!                                 | - Data premiery: 6 grudnia 1994 - Wytwórnia: Izabelin - Nośniki: CD · kaseta · digital download · streaming | –                                      | –                                      | 100 000                        | platynowa płyta    |
| 2003                                                    | Koncertowy                            | - Data premiery: 17 marca 2003 - Wytwórnia: Warner - Nośniki: CD · digital download · streaming             | 24                                     | –                                      |                                |                    |
| 2007                                                    | MTV Unplugged                         | - Data premiery: 19 listopada 2007 - Wytwórnia: QL - Nośniki: CD · CD+DVD · digital download · streaming    | 1                                      | 9                                      | 100 000                        | 3× platynowa płyta |
| 2015                                                    | Hey w Filharmonii. Szczecin Unplugged | - Data premiery: 5 czerwca 2015 - Wytwórnia: Kayax - Nośniki: CD · digital download · streaming             | 8                                      | –                                      |                                |                    |
| „—” oznacza, że album nie był notowany na danej liście. |                                       | |                                        |                                        |                                |                    |

### Kompilacje
| Rok                                                     | Tytuł                  | Informacje wydawnicze                                                                                      | Najwyższe pozycje na listach sprzedaży | Najwyższe pozycje na listach sprzedaży | Liczba sprzedanych egzemplarzy | Certyfikat ZPAV |
| Rok                                                     | Tytuł                  | Informacje wydawnicze                                                                                      | OLiS                                   | OLiS win.                              | Liczba sprzedanych egzemplarzy | Certyfikat ZPAV |
| ------------------------------------------------------- | ---------------------- | --- | -------------------------------------- | -------------------------------------- | ------------------------------ | --------------- |
| 2001                                                    | The Best of Hey Vol. 1 | - Data premiery: 22 listopada 2001 - Wytwórnia: Universal - Nośniki: CD                                    | –                                      | –                                      |                                |                 |
| 2001                                                    | The Best of Hey Vol. 2 | - Data premiery: 22 listopada 2001 - Wytwórnia: Universal - Nośniki: CD                                    | –                                      | –                                      |                                |                 |
| 2017                                                    | CDN                    | - Data premiery: 27 października 2017 - Wytwórnia: Kayax - Nośniki: CD · digital download · streaming · LP | 2                                      | 2                                      | 15 000                         | złota płyta     |
| „—” oznacza, że album nie był notowany na danej liście. |                        | |                                        |                                        |                                |                 |

### Remix albumy
| Rok  | Tytuł      | Informacje wydawnicze                                                                      | Najwyższe pozycje na listach sprzedaży |
| Rok  | Tytuł      | Informacje wydawnicze                                                                      | OLiS                                   |
| ---- | ---------- | ------------------------------------------------------------------------------------------ | -------------------------------------- |
| 2010 | RE-MURPED! | - Data premiery: 28 maja 2010 - Wytwórnia: QL - Nośniki: CD · digital download · streaming | 11                                     |

### Albumy wideo
| Rok  | Tytuł                      | Informacje wydawnicze                                                     | Liczba sprzedanych egzemplarzy | Certyfikat ZPAV |
| ---- | -------------------------- | ------------------------------------------------------------------------- | ------------------------------ | --------------- |
| 1993 | 3–17.X.93 Live             | - Data premiery: 1993 - Wytwórnia: Izabelin - Nośnik: VHS                 |                                |                 |
| 1994 | Live ’94                   | - Data premiery: 1994 - Wytwórnia: Izabelin - Nośnik: VHS                 |                                |                 |
| 2004 | Przystanek Woodstock       | - Data premiery: 20 listopada 2004 - Wytwórnia: Złoty Melon - Nośnik: DVD | 5 000                          | złota płyta     |
| 2006 | Echosystem                 | - Data premiery: 27 marca 2006 - Wytwórnia: Sony BMG - Nośnik: DVD        |                                |                 |
| 2010 | Najmniejszy koncert świata | - Data premiery: 3 grudnia 2010 - Wytwórnia: Agora - Nośnik: DVD          |                                |                 |

## Minialbumy
| Rok  | Tytuł    | Informacje wydawnicze                                                                                            |
| ---- | -------- | --- |
| 1995 | Heledore | - Data premiery: 29 maja 1995 - Wytwórnia: Izabelin · PolyGram - Nośniki: CD · digital download · streaming · LP |

## Box sety
| Rok  | Tytuł   | Informacje wydawnicze                                       | Zawartość                                                |
| ---- | ------- | ----------------------------------------------------------- | -------------------------------------------------------- |
| 2006 | Hey 3CD | - Data premiery: 2006 - Wytwórnia: Universal - Nośnik: 3×CD | - Fire - The Best of Hey Vol. 1 - The Best of Hey Vol. 2 |

## Single
| Rok | Tytuł | Najwyższe pozycje na listach przebojów | Najwyższe pozycje na listach przebojów | Najwyższe pozycje na listach przebojów | Najwyższe pozycje na listach przebojów | Najwyższe pozycje na listach przebojów | Album                                  |
| Rok | Tytuł | LP3                                    | 30 ton                                 | SLiP                                   | RMF FM                                 | Spotify                                | Album                                  |
| --- | --- | -------------------------------------- | -------------------------------------- | -------------------------------------- | -------------------------------------- | -------------------------------------- | -------------------------------------- |
| 1992 | „One of Them” „Fate” | – –                                    | X                                      | – –                                    | X                                      | – –                                    | Fire                                   |
| 1993 | „Moja i twoja nadzieja” (gościnnie: Edyta Bartosiewicz) | 1                                      | X                                      | –                                      | X                                      | –                                      | Fire                                   |
| 1993 | „Dreams” | 1                                      | X                                      | –                                      | X                                      | –                                      | Fire                                   |
| 1993 | „Teksański” | 1                                      | X                                      | –                                      | X                                      | –                                      | Fire                                   |
| 1993 | „Eksperyment” | 4                                      | X                                      | –                                      | X                                      | –                                      | Fire                                   |
| 1993 | „Misie” | 1                                      | X                                      | –                                      | X                                      | –                                      | Ho!                                    |
| 1994 | „Is It Strange” | 1                                      | X                                      | –                                      | X                                      | –                                      | Ho!                                    |
| 1994 | „Ja sowa” | 1                                      | X                                      | –                                      | X                                      | –                                      | Ho!                                    |
| 1994 | „Ho” | 2                                      | 26                                     | 1                                      | X                                      | –                                      | Ho!                                    |
| 1995 | „Redemption Song” (na żywo) | –                                      | –                                      | 4                                      | X                                      | –                                      | Live!                                  |
| 1995 | „Heledore Babe” | 3                                      | 1                                      | 2                                      | X                                      | –                                      | Heledore / ?                           |
| 1995 | „Anioł” | 1                                      | 11                                     | –                                      | X                                      | –                                      | Heledore / ?                           |
| 1995 | „List” | 1                                      | 3                                      | 1                                      | X                                      | –                                      | Heledore / ?                           |
| 1995 | „Wczesna jesień” | 4                                      | 10                                     | 1                                      | X                                      | –                                      | ?                                      |
| 1996 | „Prawda” | 13                                     | –                                      | 4                                      | X                                      | –                                      | ?                                      |
| 1997 | „Że” | 7                                      | 2                                      | 2                                      | X                                      | –                                      | Karma                                  |
| 1997 | „Dosyć poważnie” | 14                                     | 22                                     | 1                                      | X                                      | –                                      | Karma                                  |
| 1997 | „Moja i twoja nadzieja ’97” (gościnnie: Edyta Bartosiewicz, Renata Dąbkowska, Patrycja Kosiarkiewicz, Natalia Kukulska, Grzegorz Markowski, Czesław Niemen, Joanna Prykowska, Maryla Rodowicz i Anna Świątczak) | 1                                      | 3                                      | 8                                      | X                                      | –                                      | —                                      |
| 1999 | „4 pory” | 1                                      | 3                                      | 1                                      | X                                      | –                                      | Hey                                    |
| 1999 | „Czas spełnienia” | 11                                     | –                                      | 2                                      | X                                      | –                                      | Hey                                    |
| 1999 | „Mamjakty” | 26                                     | –                                      | 4                                      | X                                      | –                                      | Hey                                    |
| 2001 | „Cisza, ja i czas” | 1                                      | 6                                      | 4                                      | 6                                      | –                                      | [sic!]                                 |
| 2002 | „[sic!]” | 2                                      | 11                                     | 1                                      | –                                      | –                                      | [sic!]                                 |
| 2002 | „Romans Petitem” | 34                                     | –                                      | 16                                     | 7                                      | –                                      | [sic!]                                 |
| 2002 | „Cudzoziemka w raju kobiet” | 1                                      | –                                      | 1                                      | –                                      | –                                      | [sic!]                                 |
| 2003 | „Klus Mitroh” | 15                                     | 18                                     | 7                                      | –                                      | –                                      | Koncertowy                             |
| 2003 | „Muka!” | 1                                      | 3                                      | 1                                      | –                                      | –                                      | Music Music                            |
| 2004 | „Mru-Mru” | 1                                      | –                                      | 4                                      | –                                      | –                                      | Music Music                            |
| 2004 | „Moogie” | 27                                     | –                                      | 16                                     | –                                      | –                                      | Music Music                            |
| 2005 | „Mimo wszystko” | 1                                      | 2                                      | 1                                      | 12                                     | –                                      | Echosystem                             |
| 2006 | „A ty?” | 6                                      | 10                                     | 1                                      | –                                      | –                                      | Echosystem                             |
| 2006 | „Byłabym” | 1                                      | X                                      | 3                                      | –                                      | –                                      | Echosystem                             |
| 2007 | „[sic!]” (na żywo) | 7                                      | X                                      | –                                      | –                                      | –                                      | MTV Unplugged                          |
| 2008 | „Angelene” (na żywo) (gościnnie: Agnieszki Chylińskiej) | 9                                      | X                                      | 1                                      | –                                      | –                                      | MTV Unplugged                          |
| 2008 | „W imieniu dam” (na żywo) | 19                                     | X                                      | 1                                      | –                                      | –                                      | MTV Unplugged                          |
| 2009 | „Kto tam? Kto jest w środku?” | 1                                      | X                                      | 1                                      | –                                      | –                                      | Miłość! Uwaga! Ratunku! Pomocy!        |
| 2010 | „Umieraj stąd” | 2                                      | X                                      | 1                                      | –                                      | –                                      | Miłość! Uwaga! Ratunku! Pomocy!        |
| 2010 | „Miłość! Uwaga! Ratunku! Pomocy!” | 17                                     | X                                      | 1                                      | –                                      | –                                      | Miłość! Uwaga! Ratunku! Pomocy!        |
| 2010 | „Faza delta” | 1                                      | X                                      | 5                                      | –                                      | –                                      | Miłość! Uwaga! Ratunku! Pomocy!        |
| 2012 | „Do rycerzy, do szlachty, do mieszczan” | 1                                      | X                                      | 1                                      | –                                      | –                                      | Do rycerzy, do szlachty, doo mieszczan |
| 2013 | „Co tam?” | 5                                      | X                                      | 1                                      | –                                      | –                                      | Do rycerzy, do szlachty, doo mieszczan |
| 2013 | „Podobno” | 4                                      | X                                      | 6                                      | –                                      | –                                      | Do rycerzy, do szlachty, doo mieszczan |
| 2013 | „Z przyczyn technicznych” (gościnnie: Gaba Kulka) | 21                                     | X                                      | –                                      | –                                      | –                                      | Do rycerzy, do szlachty, doo mieszczan |
| 2015 | „Chiński urzędnik państwowy” (na żywo) | 2                                      | X                                      | –                                      | –                                      | –                                      | Hey w Filharmonii. Szczecin Unplugged  |
| 2016 | „Prędko, prędzej” | 1                                      | X                                      | 5                                      | –                                      | 133                                    | Błysk                                  |
| 2016 | „Historie” | 1                                      | X                                      | 9                                      | –                                      | –                                      | Błysk                                  |
| 2016 | „2015” | 6                                      | X                                      | –                                      | –                                      | –                                      | Błysk                                  |
| 2016 | „Błysk” | 2                                      | X                                      | –                                      | –                                      | 195                                    | Błysk                                  |
| 2017 | „BŁYSK.adło” (gościnnie: Dawid Podsiadło) | –                                      | X                                      | –                                      | –                                      | –                                      | —                                      |
| 2017 | „Gdzie jesteś, gdzie jestem?” | 1                                      | X                                      | 9                                      | –                                      | –                                      | CDN                                    |
| 2017 | „Katasza” (wersja 2017) | 9                                      | X                                      | –                                      | –                                      | –                                      | CDN                                    |
| 2025 | „Bezruch” | 1                                      | X                                      | 24                                     | –                                      | –                                      | —                                      |
| „—” oznacza, że singel nie był notowany na danej liście. „X” oznacza, że lista przebojów nie istniała w danym okresie. | |                                        |                                        |                                        |                                        |                                        |                                        |

## Inne notowane utwory
| Rok  | Tytuł                     | Najwyższe pozycje na listach przebojów | Album |
| Rok  | Tytuł                     | Spotify                                | Album |
| ---- | ------------------------- | -------------------------------------- | ----- |
| 2017 | „Teksański” (wersja 2017) | 130                                    | CDN   |

## Teledyski
| Rok  | Tytuł | Reżyseria           |        |
| ---- | --- | ------------------- | ------ |
| 1992 | „One of Them” | Grzegorz Gaj        | [ 12 ] |
| 1993 | „Dreams” | Grzegorz Gaj        | [ 12 ] |
| 1993 | „Teksański” | Katarzyna Kanclerz  | [ 12 ] |
| 1993 | „Eksperyment” | Katarzyna Kanclerz  | [ 12 ] |
| 1993 | „Misie” | Yach Paszkiewicz    | [ 12 ] |
| 1994 | „Is It Strange” | Katarzyna Kanclerz  | [ 12 ] |
| 1994 | „Ja sowa” |                     |        |
| 1994 | „Ho” |                     |        |
| 1995 | „Heledore Babe” | Janusz Kołodrubiec  | [ 13 ] |
| 1995 | „Anioł” | Janusz Kołodrubiec  |        |
| 1995 | „List” | Janusz Kołodrubiec  |        |
| 1997 | „Że” |                     | [ 13 ] |
| 1997 | „Moja i twoja nadzieja ’97” (gościnnie: Edyta Bartosiewicz, Renata Dąbkowska, Patrycja Kosiarkiewicz, Natalia Kukulska, Grzegorz Markowski, Czesław Niemen, Joanna Prykowska, Maryla Rodowicz i Anna Świątczak) |                     | [ 14 ] |
| 1999 | „4 pory” | Michał Bryś         | [ 15 ] |
| 2001 | „Cisza, ja i czas” | Joanna Rechnio      | [ 16 ] |
| 2001 | „[sic!]” | Joanna Rechnio      |        |
| 2003 | „Muka!” | Grzegorz Lipiec     | [ 17 ] |
| 2003 | „Mru-Mru” | Bo Martin           | [ 18 ] |
| 2003 | „Moogie” | Grzegorz Lipiec     | [ 17 ] |
| 2005 | „Mimo wszystko” | Anna Maliszewska    | [ 19 ] |
| 2006 | „A ty?” | Grzegorz Lipiec     | [ 17 ] |
| 2009 | „Kto tam? Kto jest w środku?” | Michał Braum        | [ 20 ] |
| 2010 | „Umieraj stąd” |                     | [ 21 ] |
| 2012 | „Do rycerzy, do szlachty, do mieszczan” | Ewa Drobiec         | [ 22 ] |
| 2013 | „Co tam?” | Dawid Krępski       | [ 23 ] |
| 2013 | „Podobno” | Grzegorz Lipiec     | [ 24 ] |
| 2016 | „Prędko, prędzej” | Dawid Krępski       | [ 25 ] |
| 2016 | „2015” | Dariusz Rzontkowski | [ 26 ] |
| 2016 | „Błysk” | Dariusz Rzontkowski | [ 27 ] |
| 2017 | „Gdzie jesteś, gdzie jestem” | Nikodem Macuk       | [ 28 ] |

## Występy gościnne
Wszystkie utwory są nagraniami koncertowymi.
| Rok  | Utwór                                                        | Wydawnictwo                                          |        |
| ---- | ------------------------------------------------------------ | ---------------------------------------------------- | ------ |
| 2012 | „Miłość! Uwaga! Ratunku! Pomocy!”                            | Męskie Granie 2012                                   | [ 29 ] |
| 2013 | „Muka!”„Niech całują cię moje oczy” (ze Stanisławem Sojką)   | Męskie Granie 2013                                   | [ 30 ] |
| 2015 | „Kto tam? Kto jest w środku?”„Dancing With Tears In My Eyes” | Męskie Granie 2015                                   | [ 31 ] |
| 2016 | „Prędko, prędzej”                                            | Męskie Granie 2016                                   | [ 32 ] |
| 2017 | „Tramwaje i gwiazdy” (z Miuoshem)„Schisophrenic Family”      | Męskie Granie 2017                                   | [ 33 ] |
| 2018 | „Ku słońcu”                                                  | Męskie Granie 2017. Dogrywka                         | [ 34 ] |
| 2020 | „Teksański” (nagranie z 2004)                                | Najpiękniejsza Muzyka Świata – Pol’and’Rock Festival | [ 35 ] |